# Còlit alafalçat
El còlit alafalçat (Emarginata sinuata) és una espècie d'ocell de la família dels muscicàpids (Muscicapidae) pròpia de l'Àfrica austral. Es troba a Sud-àfrica, Lesoto i a les zones més meridionals de Botswana i Namíbia. El seu hàbitat és el matollar del Karoo, els herbassars curts, les zones àrides sorrenques i els pedregars. A les regions costaneres occidentals també es troba en terrenys de cultiu. El seu estat de conservació es considera de risc mínim.